# اسب مکزیکی
 اسب مکزیکی (نام علمی: Equus conversidens) نام یک گونه از سرده اسب‌ها است.